# Farská zahrada (Ostrava-Heřmanice)
Farská zahrada, nebo Farní zahrada sv. Marka či Farská zahrada v Ostravě-Heřmanicích, je malá zahrada/park u kostela sv. Marka v části Heřmanice městského obvodu Slezská Ostrava města Ostrava. Geograficky se také nachází v Horním Slezsku v Moravskoslezském kraji v nížině Ostravská pánev a v Horním Slezsku.

## Popis a historie
Farská zahrada, která patří k sousednímu kostelu svatého Marka, byla vybudována v roce 2019 jako místo klidu, odpočinku, setkávání a rozjímání. Je určena všem, kteří v dnešním zrychleném světě hledají oázu klidu a pohody. Zahrada byla postavena z finanční podpory dotačního projektu Tvoříme prostor a z dalších darů. Původně zde byla velká nevyužívaná a zanedbaná zahrada, která prošla revitalizací. Je zde postavena dřevěná stavba lodi Noemova archa, altán, sochy, knihobudka, stolní fotbal, obří šachy, ohniště, gril, dětské hřiště, houpačky, interaktivní panely pro děti, ekokoutek, pobytový trávník, dětské hřiště, altán, terasa s pergolou, v neposlední řadě také senior koutek a další atrakce. Zahrada také nabízí občerstvení a posezení v malém bufetu. Místo bývá využíváno také pro občasné kulturní akce.

## Další informace
Zahrada je volně přístupná v době otvíracích hodin.

## Galerie

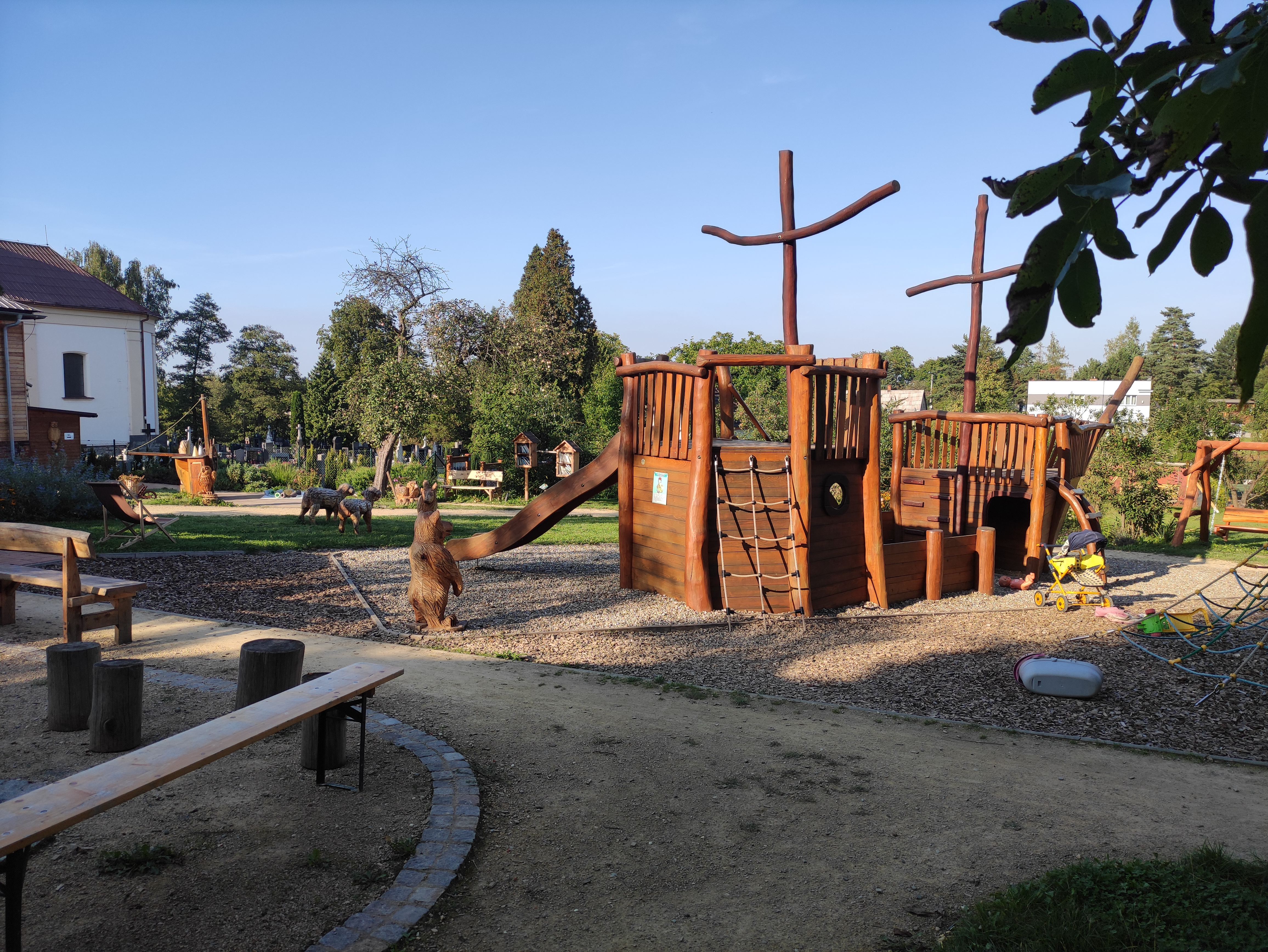
Dětské hřiště
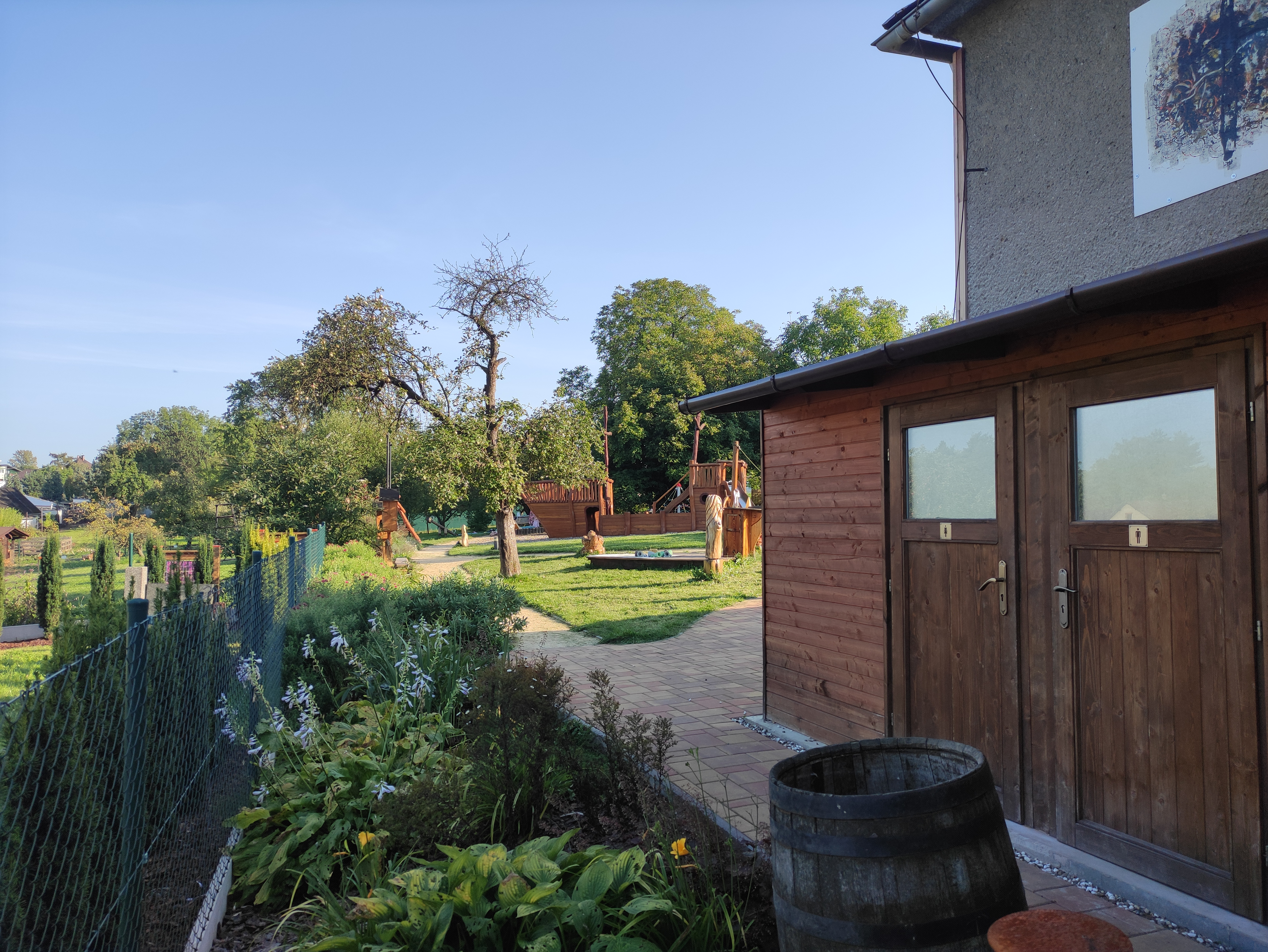
Sociální zařízení a dětské hřiště
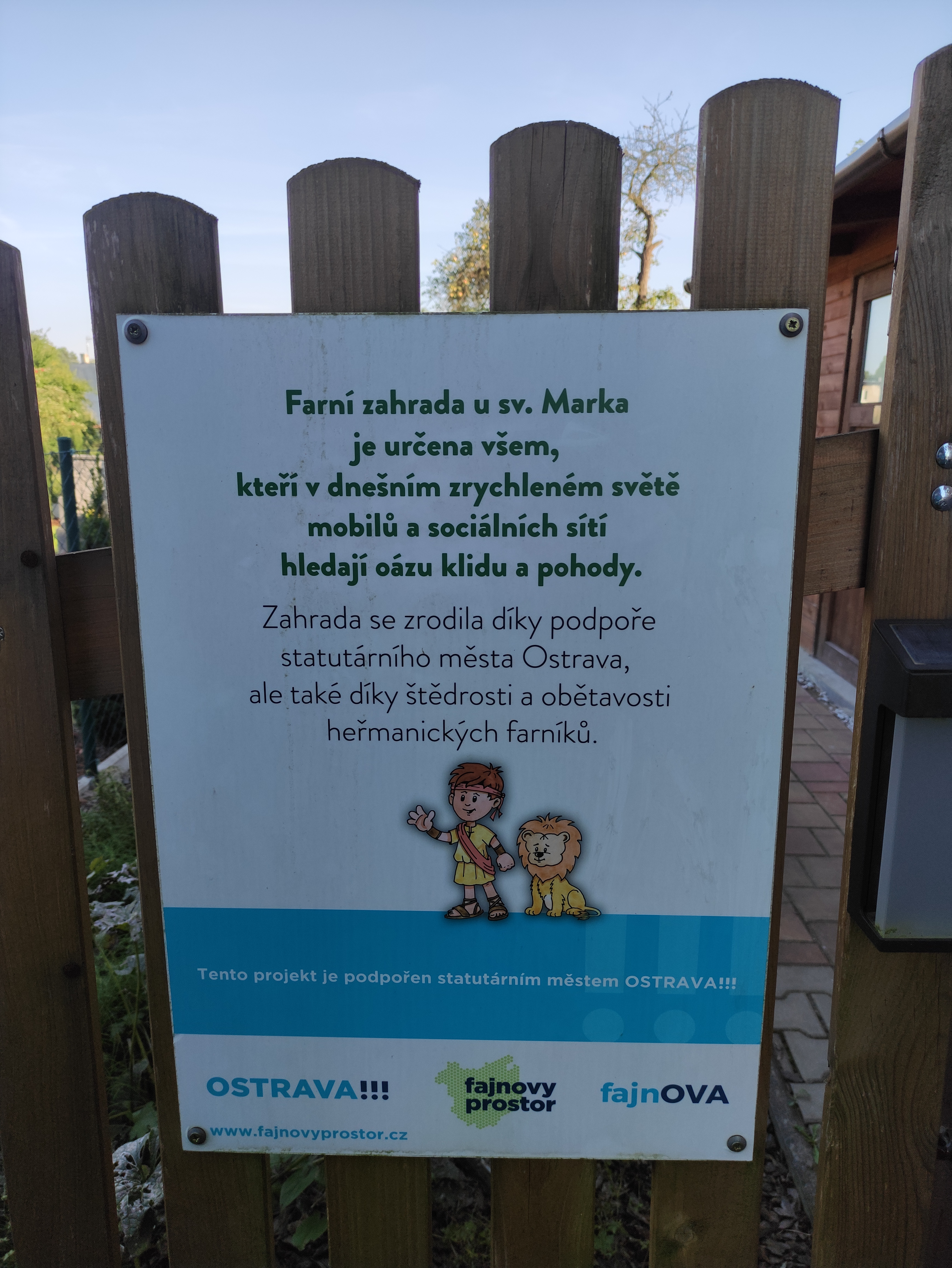
Informační panely na místě
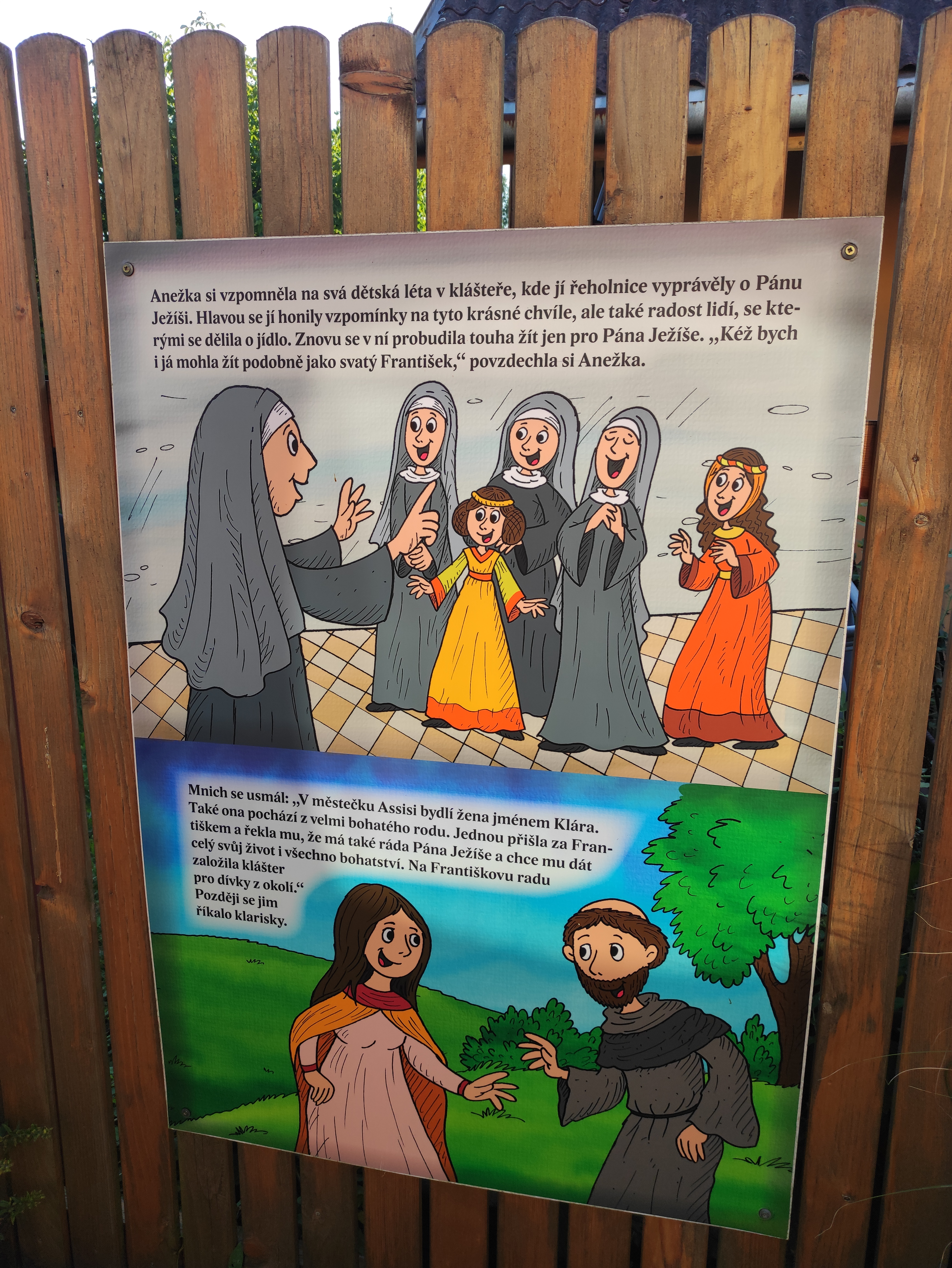
Informační panely na místě